# Sharon M. Collins
Sharon M. Collins (* 13. September 1947) ist eine US-amerikanische Soziologin und lehrt an der University of Illinois in Chicago.
Collins forscht in den Bereichen Ungleichheit am Arbeitsplatz, Rassenattitüde und die Auswirkung von Affirmative Action auf den Arbeitsmarkt sowie über Systeme der sozialen Schichtung (Stratifikation).

## Werke
- Black Corporate Executives: The Making and Breaking of a Black Middle Class (Labor and Social Change), 1996.